# Vasili Ignatenko
Vasili Ivánovich Ignatenko (en ucraniano: Василь Іванович Ігнатенко, en bielorruso: Васіль Іванавіч Ігнаценка, en ruso: Василий Иванович Игнатенко; Sperizhie, 13 de marzo de 1961 - Moscú, 13 de mayo de 1986) fue un bombero soviético, liquidador en el accidente nuclear de Chernóbil. Como comandante del departamento de la segunda estación de bomberos paramilitar independiente para la protección de la central nuclear de Chernóbil (HCHP-6), participó directamente en la extinción del incendio desatado en la planta, la madrugada del 26 de abril de 1986.

## Biografía
Nacido 13 de marzo de 1961 en la aldea de Sperizhie, raión de Brahin, provincia de Gómel, actual Bielorrusia.  Menos de dos años antes de su fallecimiento, se casó con Liudmila, una pastelera ucraniana de Ivano-Frankovsk.
Era sargento mayor del servicio interno, maestro de los Deportes de la URSS, y  bombero en la central nuclear de Chernóbil. Como se mencionó anteriormente, participó directamente en la extinción del fuego en la central nuclear la madrugada del 26 de abril de 1986. Como consecuencia de esto, recibió una dosis letal de radiación, por lo que fue trasladado al Hospital Nr. 6 de Moscú. Aunque se le intento salvar la vida con un trasplante de médula ósea donada por su hermana, no tuvo éxito.
Falleció el 13 de mayo de 1986. Su esposa Liudmila, embarazada de seis meses en el momento del desastre, se quedó con su esposo hasta el final, más tarde dio a luz a una niña a la que llamó, según el deseo de Vasili, Natasha. La criatura, afectada por la radiación, sólo viviría horas, sería enterrada con su padre.
Su historia desde el momento de la explosión hasta su muerte, está escrita en el libro Voces de Chernóbil de Svetlana Alexiévich, contada desde la perspectiva de su esposa Liudmila.

## Accidente de Chernóbil

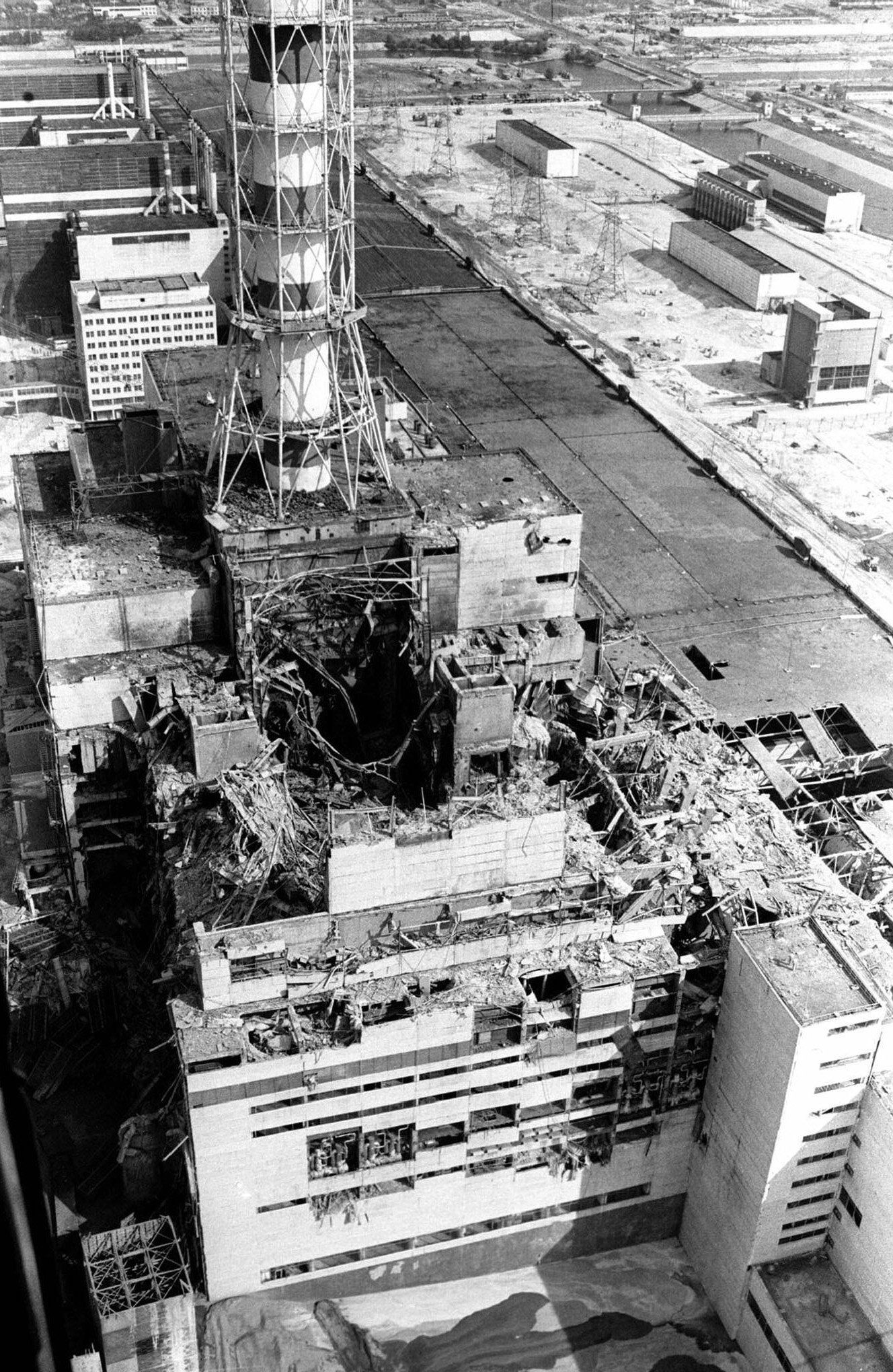
Ignatenko y sus compañeros bomberos trabajaron en el techo del edificio del reactor.

Después de la explosión inicial en la Central nuclear de Chernóbil, la Brigada de Bomberos Paramilitares n.º 6 fue rápidamente llamada a la escena, la llamada llegó a las 2:29 a. m. Ignatenko estaba de servicio esa madrugada, y se apresuró a llegar a la estación, a al menos 3 kilómetros de distancia.
En la escena, Ignatenko libró incendios en el techo del edificio del reactor, donde se habían iniciado numerosos incendios pequeños por piezas sobrecalentadas de grafito, circonio y otros componentes arrojados desde el reactor RBMK durante la explosión. Usando la escalera de incendios para llegar a la parte superior de la estructura de 20 pisos, él, junto con el sargento mayor Vladimir Tishura, el teniente Viktor Kibenok (comandante de guardia de SPVCH-6), el teniente Volodymyr Pravyk (comandante de guardia de SPVCH-2, la Brigada de la Planta de Energía de Chernobyl), y los bomberos Nikolai Titenok y Nikolai Vashchuck utilizaron agua para extinguir los incendios que encontraron allí, mientras coordinaban los esfuerzos para llevar las mangas hasta el techo.
El alto nivel de radiactividad presente en el techo, sin embargo, rápidamente comenzó a pasar factura. Ignatenko y los demás inhalaban humo irradiado y trabajaban en medio de montones de material nuclear expulsado, y pronto comenzaron a experimentar los efectos iniciales del Síndrome de irradiación aguda. Los bomberos que subían para ayudarlos se encontraron con ellos a la mitad de la escalera de incendios mientras luchaban por bajar los escalones, vomitando incontrolablemente e incapaces de sostenerse por completo sin la ayuda de los demás. Ayudado al suelo por otros bomberos, Ignatenko fue evacuado a la Unidad Médica n.º 126, el Hospital de Pripyat, a las 4 a. m.

## Memoria
- Una calle de Minsk lleva su nombre[14]
- El 25 de agosto de 2007 en Berezino (Bielorrusia) se instaló y consagró una placa conmemorativa en honor del héroe de Chernobyl, Ignatenko VI [3]
- Tiene un monumento en la plaza central de Bragin
- Exposición en el Museo Histórico Bragin (septiembre de 2008)
- La multinacional del entretenimiento HBO, lanzó en mayo de 2019 la miniserie Chernobyl, en la que el papel de Ignatenko es interpretado por el actor británico Adam Nagaitis.

## Premios
- Orden de la Bandera Roja (a título póstumo) - galardonado con esta distinción "Por las acciones valientes y desinteresadas que se muestran durante la liquidación del accidente de Chernobyl y la eliminación de sus consecuencias" mediante Decreto del Soviet Supremo de la URSS del 24 de diciembre de 1986.[2]
- Marca de distinción del Presidente de Ucrania - Cruz "por el coraje" (póstuma) - galardonado con esta disinción "Por el valor personal y el valor mostrado durante la liquidación del accidente de Chernobyl" mediante Decreto Presidencial de 8 de mayo de 1996.[3]
- Héroe de Ucrania a título póstumo con la Orden de la Estrella de Oro (21 de abril de 2006)  - fue galardonado mediante Decreto Presidencial de 21 de abril de 2006 "Por la hazaña en el nombre de la vida para las generaciones presentes y futuras, valor personal y auto-sacrificio que se muestran durante la liquidación del accidente de Chernobyl" [15]